# DaRon Bland
(en) Statistiques sur pro-football-reference
DaRon Bland (né le 12 juillet 1999 à Modesto dans l'État de la Californie aux États-Unis) est un sportif professionnel américain de football américain évoluant au poste de cornerback dans la National Football League (NFL) depuis la saison 2022.
Au niveau universitaire, il a joué pendant quatre saisons pour les Hornets de l'université d'État de Californie à Sacramento dans la NCAA Division I FCS puis une avec les Bulldogs de l'université d'État de Californie à Fresno dans la NCAA Division I FBS.
Il est ensuite sélectionné lors du troisième tour de la draft 2022 par la franchise des Cowboys de Dallas.

## Biographie

### Jeunesse
Bland est une recrue non-classée en sortant de Modesto (Calif.) Central Catholic High School.

### Carrière universitaire
Jouant alors aux poste de wide receiver et de cornerback, il s'inscrit à l'université d'État de Californie à Sacramento où il devient un joueur dominant pour la défense des Hornets. Il est sélectionné dans la première équipe de la Big Sky Conference de la NCAA Division I FCS avant de voir sa saison 2020 annulée à la suite de la pandémie de Covid-19. Cela lui ajoute une année d'éligibilité au niveau universitaire et il rejoint via le portail des transferts, les Bulldogs de Fresno State évoluant en NCAA Division I FBS. À Fresno, il se fait remarquer et devient titulaire dès son troisième match.

### Carrière professionnelle

#### Draft
Il est sélectionné en 167e choix global lors du troisième tour de la draft de 2022 par la franchise des Cowboys de Dallas lors . Il devient le onzième cornerback issue de Fresno State à être sélectionné lors d'une draft et le premier Bulldog sélectionné par Dallas depuis Omar Stoutmire (en) en 1997. Sa sélection est considérée par The Dallas Morning News comme une réaction aux déboires de Kelvin Joseph (en).

#### Cowboys de Dallas
Réputé pour ses interceptions, Bland est le meilleur de sa franchise dans cette statistique durant sa saison rookie tout en n'étant pas régulièrement titulaire. Une opportunité s'ouvre à lui après une blessure à Trevon Diggs en 2023. L'équipe doit alors trouver un titulaire pour former un tandem avec Stephon Gilmore. Bland est finalement préféré à Jourdan Lewis (en) et à Noah Igbinoghene, utilisant son expérience universitaire au poste de wide receiver pour accumuler les interceptions. Le 20 novembre 2023, il intercepte Bryce Young des Panthers et inscrit un touchdown défensif, son quatrième de la saison. Désigné meilleur joueur défensif NFC de la semaine, il égale le record de la NFL du nombre de touchdowns défensifs inscrits sur une saison détenu par Ken Houston, Jim Kearney (en) et Eric Allen (en). Il bat ce record quelques jours plus tard lors du match contre les Commanders de Washington en inscrivant un nouveau pick-six après avoir intercepté Sam Howell et évité les plaquages de Brian Robinson Jr. (en) et de Cole Turner (en). Il est ensuite désigné meilleur défenseur NFC du mois de septembre.
À la fin de la saison, il est sélectionné pour les Pro Bowl Games et dans la première équipe All-Pro.
Il se blesse au pied pendant le camp d'été 2024. Opéré, il est remplacé par le rookie Caelen Carson (en) pour la première moitié de la saison.

## Statistiques
| Année      | Équipe            | MJ |                 | Plaquages       | Plaquages       | Plaquages       | Plaquages       |                 | Interceptions   | Interceptions   | Interceptions | Interceptions |  | Fumbles | Fumbles |
| Année      | Équipe            | MJ | Total           | Seul            | Ast.            | Sacks           | Nb.             | Yards           | Déf.            | TD              | Nb.           | Rec.          |  |         |         |
| 2022       | Cowboys de Dallas | 17 | 54              | 38              | 16              | 0,0             | 5               | 019             | 07              | 0               | 0             | 0             |  |         |         |
| 2023       | Cowboys de Dallas | 17 | 69              | 53              | 16              | 0,0             | 9               | 209             | 15              | 5               | 0             | 0             |  |         |         |
| 2024       | Cowboys de Dallas | ?  | Saison en cours | Saison en cours | Saison en cours | Saison en cours | Saison en cours | Saison en cours | Saison en cours | Saison en cours | ?             | ?             |  |         |         |
| Totaux NFL | Totaux NFL        | 34 | 123             | 91              | 32              | 0,0             | 14              | 228             | 22              | 5               | 0             | 0             |  |         |         |

| Année      | Équipe            | MJ |       | Plaquages | Plaquages | Plaquages | Plaquages |       | Interceptions | Interceptions | Interceptions | Interceptions |  | Fumbles | Fumbles |
| Année      | Équipe            | MJ | Total | Seul      | Ast.      | Sacks     | Nb.       | Yards | Déf.          | TD            | Nb.           | Rec.          |  |         |         |
| 2022       | Cowboys de Dallas | 2  | 18    | 10        | 8         | 0,0       | 0         | 0     | 1             | 0             | 0             | 0             |  |         |         |
| 2023       | Cowboys de Dallas | 1  | 05    | 05        | 0         | 0,0       | 0         | 0     | 0             | 0             | 0             | 0             |  |         |         |
| Totaux NFL | Totaux NFL        | 3  | 23    | 15        | 8         | 0,0       | 0         | 0     | 1             | 0             | 0             | 0             |  |         |         |